# Acords de Támara
Els Acords de Támara, també nomenats Pau de Támara o les Paus de Támara, va ser un tractat de pau firmat a Támara de Campos el juny de 1127 en el qual es delimita el territori d'Alfons el Bataller i d'Alfons VII de Lleó i Castella.
Aquest pacte es va celebrar a conseqüència de les accions dutes a terme per Alfons VII l'abril de 1127 amb la presa del castell de Burgos. El juny Alfons el Batallador, rei de Pamplona i Aragó, li va sortir al pas trobant-se a la vall de Támara. Per evitar l'enfrontament es va negociar l'acord. Per ell Castella i Lleó tornaven als límits de 1054, quan va ocórrer la batalla d'atapuerca amb la mort del rei navarrès Garcia Sanxes III de Pamplona i de 1076, després de l'homicidi de Sanç Garcés IV de Pamplona. Tornant els terrenys aconseguits en ambdues ocasions pel regne de Castella i Lleó.
En ell es reconeixia la sobirania d'Alfons I el Bataller sobre Biscaia, Àlaba, Guipúscoa, Belorado, La Bureba, Sòria, San Esteban de Gormaz i La Rioja. A més Alfons I el Batallador renunciava al títol d'emperador i cedia algunes places frontereres.
Segons Antonio Ubieto Arteta (1981), per les paus de Támara, en les quals van actuar de mitjancers Gastó IV de Bearn i Cèntul II de Bigorra, El Batallador es va comprometre a tornar les places en les quals Alfons VII tenia dret hereditari. D'aquesta manera, a partir de 1127, els enclavaments de Fredes, Pancorbo, Briviesca, Villafranca de Montes de Oca, Burgos, Santiuste, Sigüenza i Medinaceli passarien a Alfons VII de Lleó i Castella. Quedarien en mans del Batallador Belorado i Nájera amb la Sierra de la Demanda com frontera natural entre els dos regnes en aquesta zona.
A l'Est, Alfons I d'Aragó conservaria Calahorra i Cervera del Río Alhama; també Ágreda, Almazán i Monreal de Ariza que van ser fortificats, a partir de 1128 pel rei d'Aragó a conseqüència del resultat d'aquest tractat. Sòria va ser la tinença més important d'aquesta zona, havia estat repoblada pel Batallador el 1119- 1120 i va estar a càrrec d'un tenente aragonès de 1127 a 1135. L'enclavament més allunyat en l'extremadura aragonesa va ser San Esteban de Gormaz, també encarregada a un tenente aragonès des de 1128. Per assegurar aquestes places, Alfons I va començar a repoblar Almazán abans d'agost de 1128, població que Alfons I anomenava Plasencia, i Monreal de Ariza.
Més al sud, els límits d'Aragó els marcaven les places fortes de Traíd i Molina D'Aragó, a l'actual província de Guadalajara.
Lema Pueyo per la seva part assevera que, després de l'estiu de 1127, quedarien a les mans d'Alfons I d'Aragó Àlaba, La Rioja, Belorado, Pancorbo, Valdegovía, Castrojeriz i Vall De Mena com límits occidentals del seu regne, mentre que part de La Bureba i les terres que quedaven a l'occident d'aquesta comarca cap a Castella anirien passant progressivament a poder d'Alfons VII de Lleó.
| «                                                   | Perquè d'ara endavant no sorgís cap dissensió entre ambdós regnes, es va decidir quina terra era Regne de Navarra, és a dir, des del riu Ebre fins a prop de la ciutat de Burgos, que el rei Sancho de Castilla havia arrabassat amb violència al seu parent el rei Sancho de Navarra (Sancho el de Peñalén), fill del rei García (García Sánchez de Nájera). Del Qual es van estendre documents entre ambdós reis i regnes de Castella i Navarra i cada un d'ells va rebre "cartes suas firmatas et bene vallatas". Llavors Alfonso d'Aragó va lliurar tota la terra de Castella a Alfonso de Castella, i d'ara endavant no va voler que se li anomenés emperador, sinó rei d'Aragó, Pamplona i Navarra. | » |
| — Cròniques dels reis d'Aragó e comtes de Barcelona | |   |

José Mores Mendi (a Annals de la història ") diu: 
| « | ...ambos reis es van reduir al que era raó i va reconèixer cada cual el dret de l'altre: el d'Aragó apartant-se de la pretensió als regnes de Castella i de Lleó (...) i el de Castella, reconeixent la usurpació violenta i per fet d'armes de les terres de Rioja, d'Àlaba i Castella la Vella, pròpies de la corona de Pamplona i apartant-se de la pretensió d'elles. | » |

José María Lacarra (a Història de Navarra ") apunta: 
| « | Naturalment no totes les terres que havien constituït el regne d'Alfonso VI van passar immediatament a poder del seu net Alfonso VII. Sembla que aquest renunciava a totes les adquisicions fetes per Castella al llarg del segle xi a la frontera de Navarra, restaurant-se els vells límits navarresos segons van quedar a la mort de Sancho el Mayor, fins a prop de la ciutat de Burgos. | » |

Toribio Minguella i Arnedo (a Història de la diòcesi de Sigüenza i dels seus bisbes) diu:
| « | La diòcesi de Sigüenza va ser creada per Alfons I, cap a 1121-1122, englobant la conca alta del riu Jaló i els seus afluents, així com part de l'Henares: les seves poblacions més importants serien Sigüenza, Medinaceli, Ariza, Calatayud i Daroca. "Per les paus de Támara, firmades (1127) entre Alfons I i Alfons VII, la diòcesi de Sigüenza va quedar sotmesa en lo polític a dues jurisdiccions: Sigüenza i Medinaceli sota Alfons VII, i Calatayud i Ariza sota Alfons I. | » |

Recuero (a Alfonso VII) sobre els territoris:
| « | D'aquesta forma es va concebre la pau de Támara, segons la qual Alfonso VII quedava amb el títol imperial i Castella, romanent del costat aragonès Biscaia i Àlaba seguint el curs del riu Bayas fins a la seva desembocadura a l'Ebre. La frontera continuava cap al sud per Cellorigo, Bureba, Oca, Sòria, Almazán i Calatayud. | » |